# Cmentarz wojenny w Stargardzie

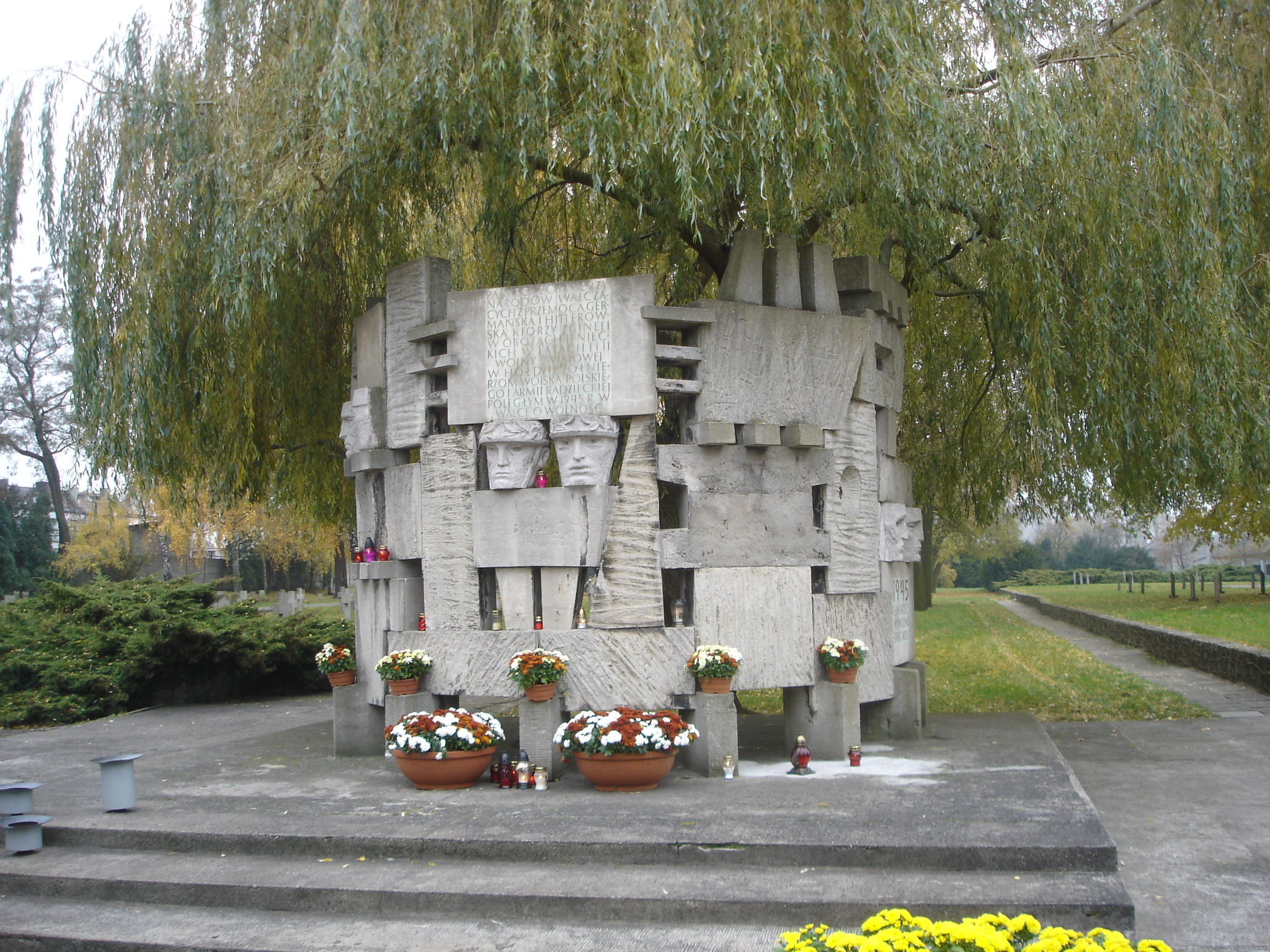
Pomnik w hołdzie żołnierzom polskim i sowieckim na Cmentarzu Wojennym

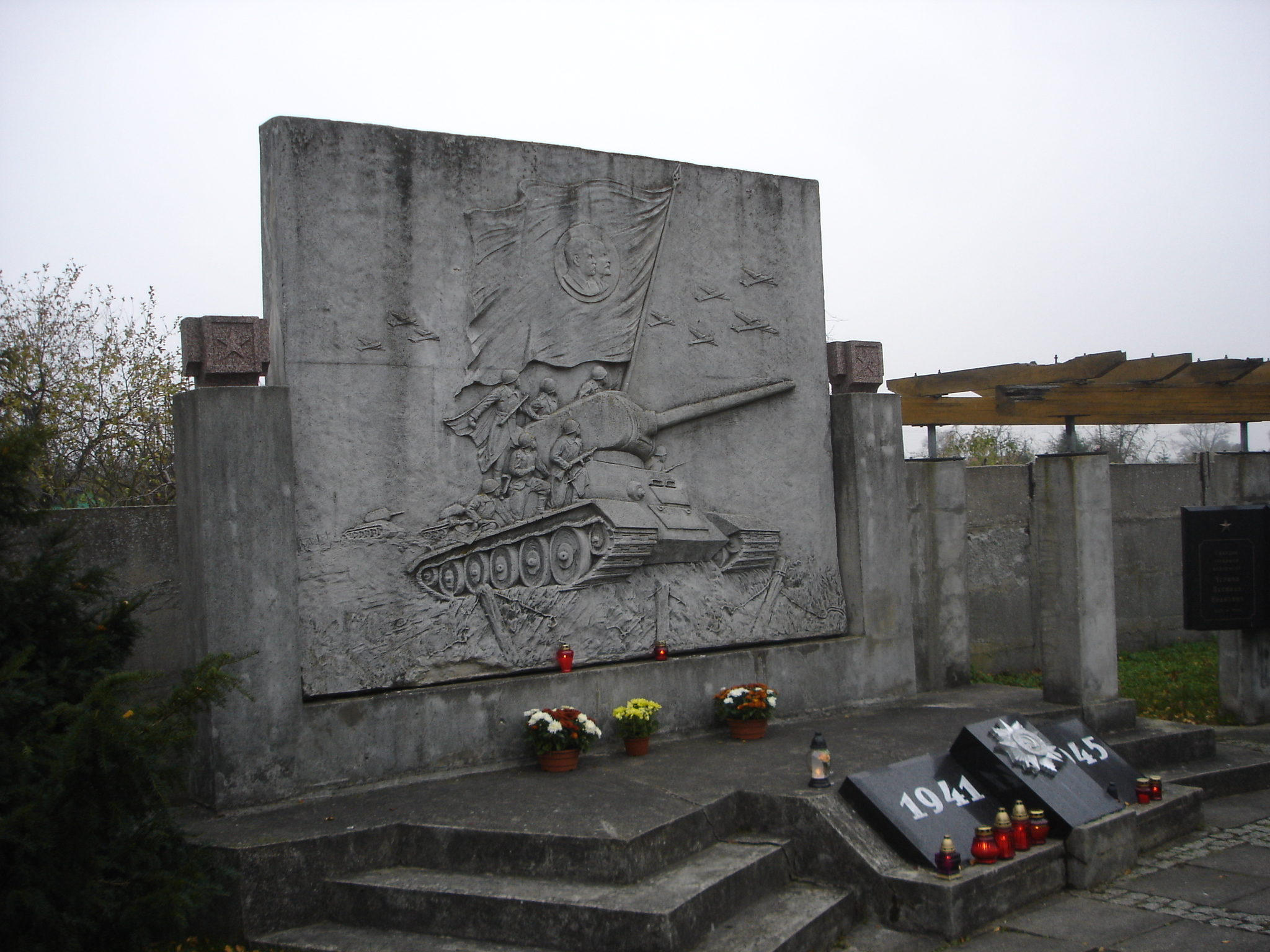
Fragment dawnego mauzoleum żołnierzy sowieckich, przeniesiony tu z pl. Wolności

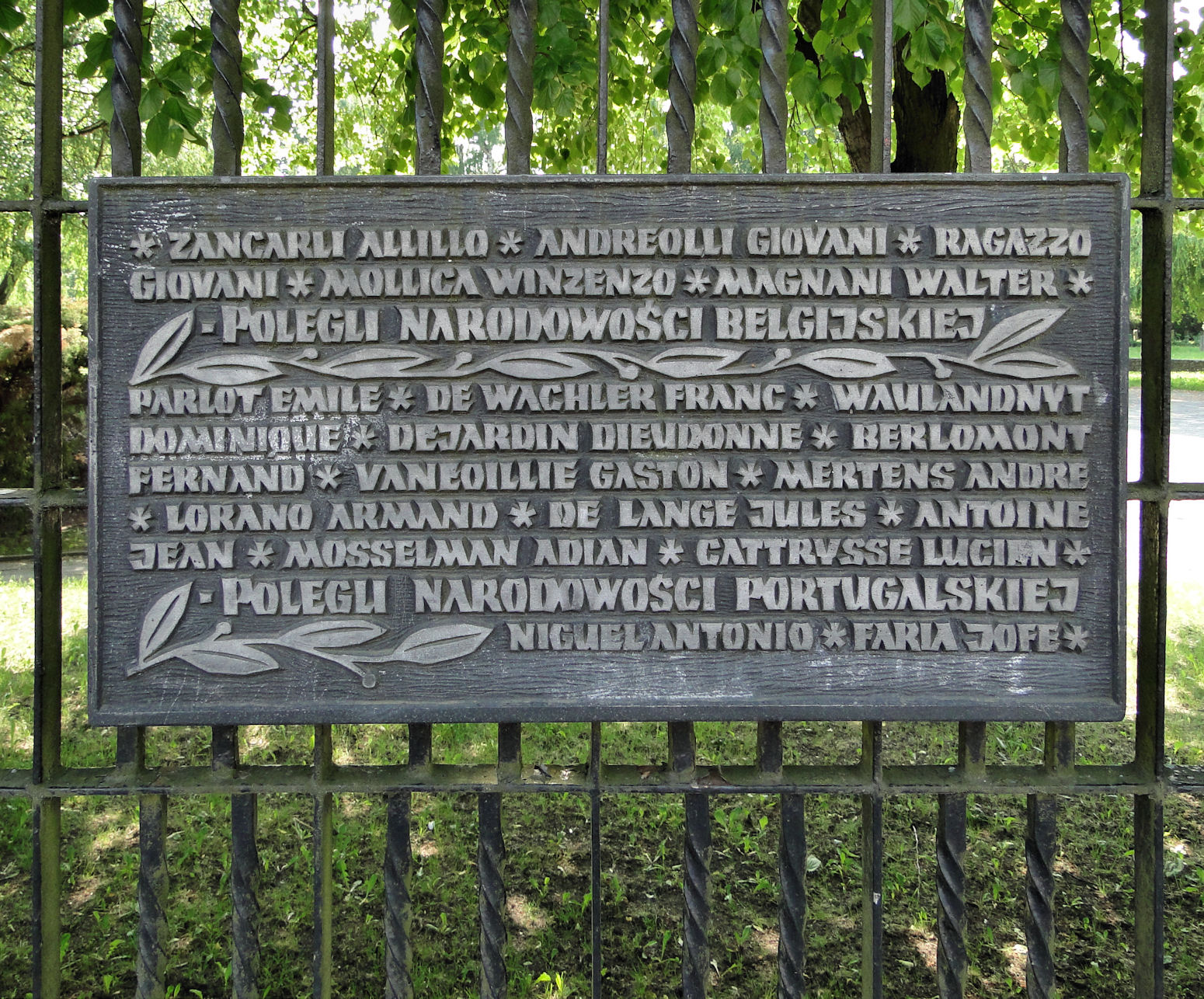
Jedna z tablic z nazwiskami poległych

Cmentarz Wojenny w Stargardzie – cmentarz znajdujący się w Stargardzie przy ul. Reymonta.
Cmentarz został założony w 1914 roku jako miejsce pochówku żołnierzy rosyjskich. Obecnie spoczywa na nim 5004 jeńców polskich, rosyjskich, sowieckich, francuskich, jugosłowiańskich, włoskich, marokańskich, angielskich, belgijskich, serbskich, rumuńskich i portugalskich. W okresie I wojny światowej pochowano tu 95 jeńców: Rosjan, Serbów, Rumunów i Portugalczyków.
Z tego okresu pochodzą trzy pomniki ku czci Rosjan: prawosławnych, wyznawców islamu i żydów.
W czasie II wojny światowej miejsce spoczynku znaleźli tam jeńcy Stalagu w Stargardzie i Oflagu w Dobiegniewie. Według niepełnych danych w czasie wojny złożono tam ciała 369 jeńców, w tym:
- sowieckich – 132
- francuskich – 68
- polskich – 56
- jugosłowiańskich – 55
- rumuńskich - 23
- włoskich – 22
- belgijskich – 15
- marokańskich – 13
- angielskich – 7
- holenderskich – 1

W roku 1950 cześć zwłok Anglików, Francuzów i Włochów została ekshumowana przez rodziny. W 1952 roku cmentarz powiększono do obecnej powierzchni – 1,27 ha. W latach pięćdziesiątych XX wieku z pojedynczych mogił w okolicach Stargardu, Pyrzyc i Choszczna przeniesiono 70 ciał. Podczas przenoszenia mauzoleum żołnierzy sowieckich z pl. Wolności w Stargardzie w roku 1996 ekshumowano ciało jedynego żołnierza, który był tam pochowany (mimo że przy mauzoleum było 36 grobów).
Na otaczającym cmentarz ogrodzeniu zamontowano 30 metalowych tablic z nazwiskami spoczywających tu żołnierzy.

## Inne miejsca pochówku żołnierzy
Na terenie Stargardu groby polskich żołnierzy znajdują się także w Kwaterze Saperów Starego Cmentarza Komunalnego przy ul. Kościuszki. Natomiast mauzoleum żołnierzy sowieckich znajduje się w Kluczewie.

Pomniki na cmentarzu
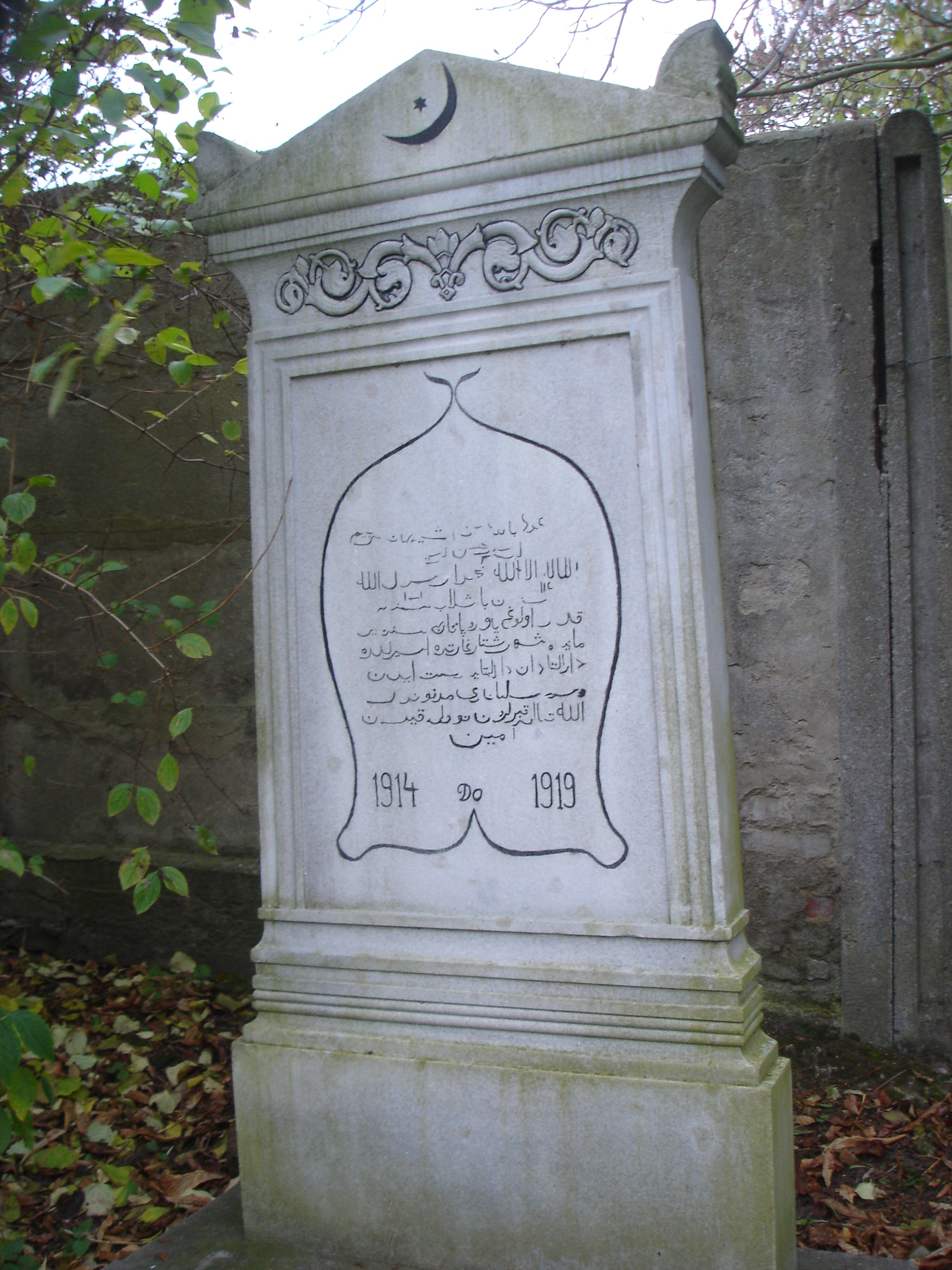
Pomnik żołnierzy wyznania muzułmańskiego
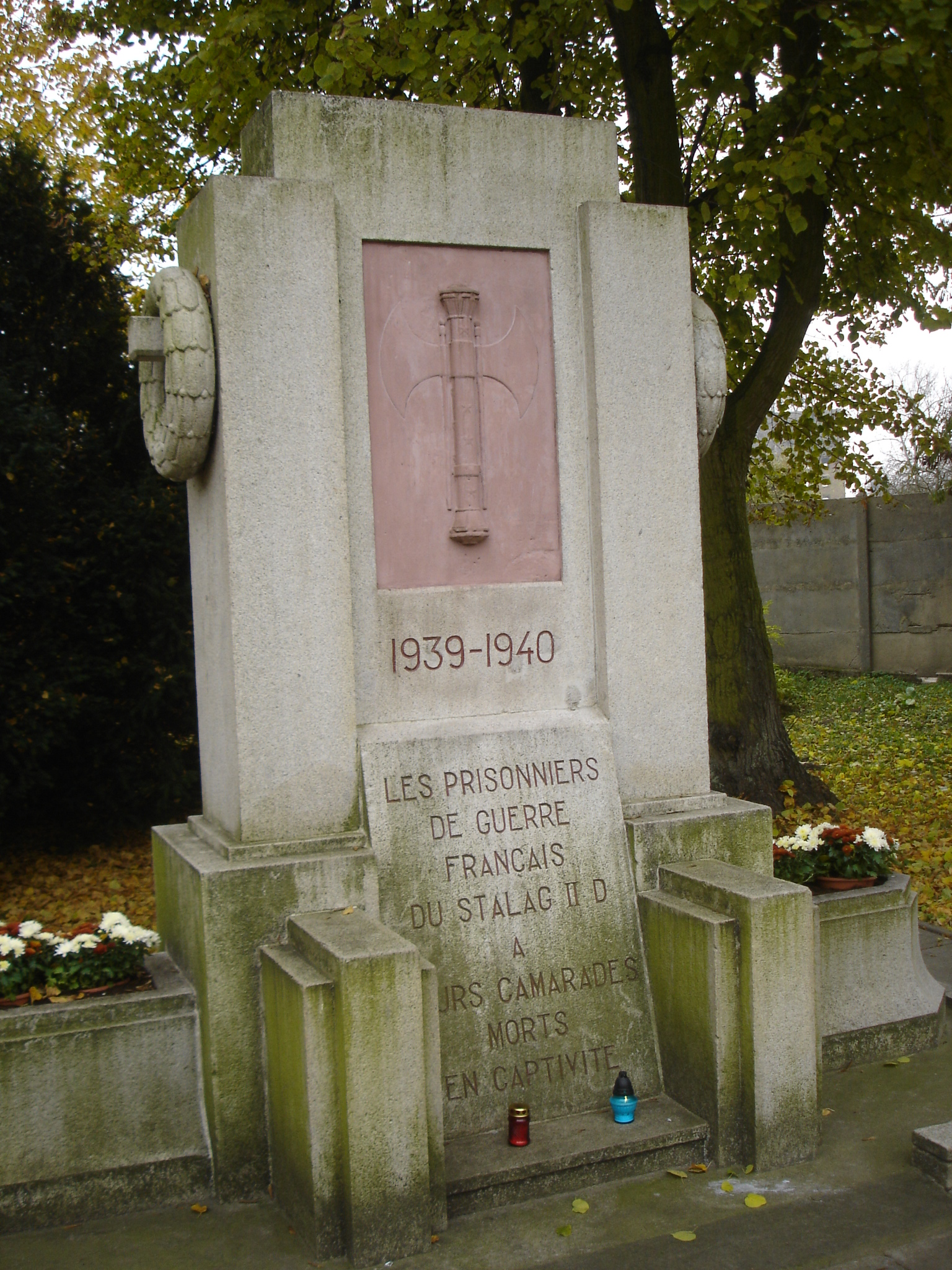
Pomnik żołnierzy francuskich
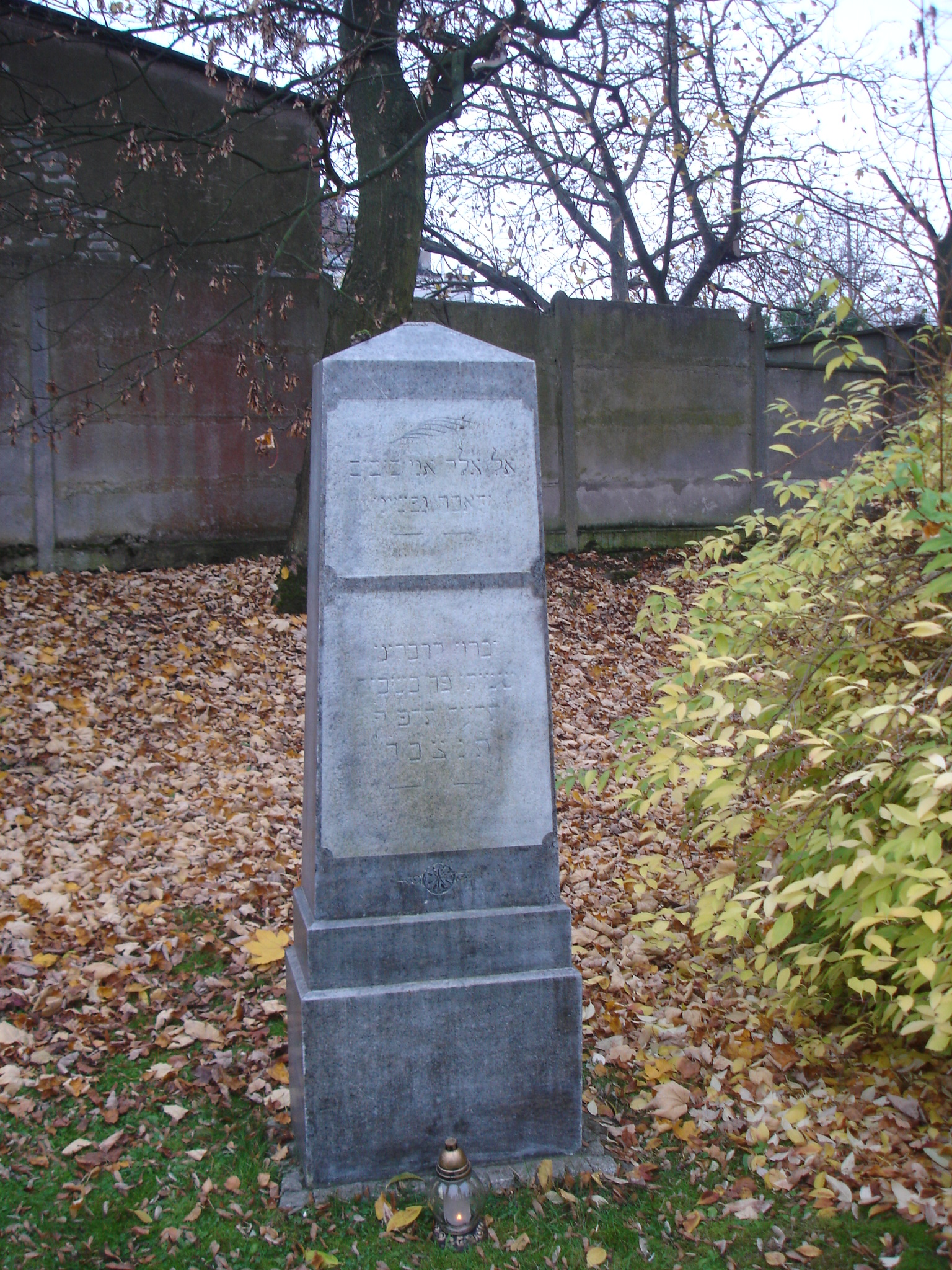
Pomnik żołnierzy wyznania judaistycznego
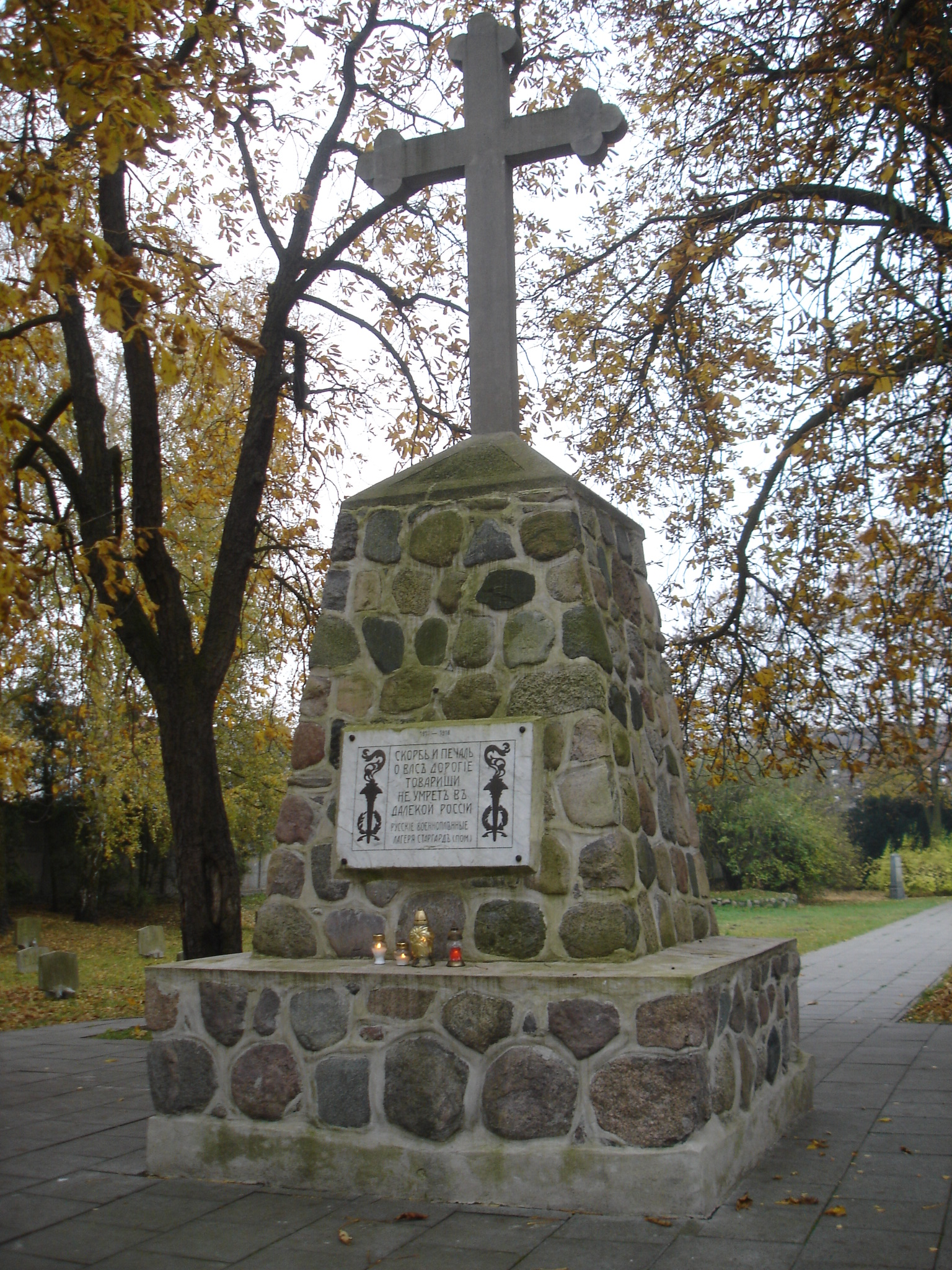
Pomnik żołnierzy rosyjskich
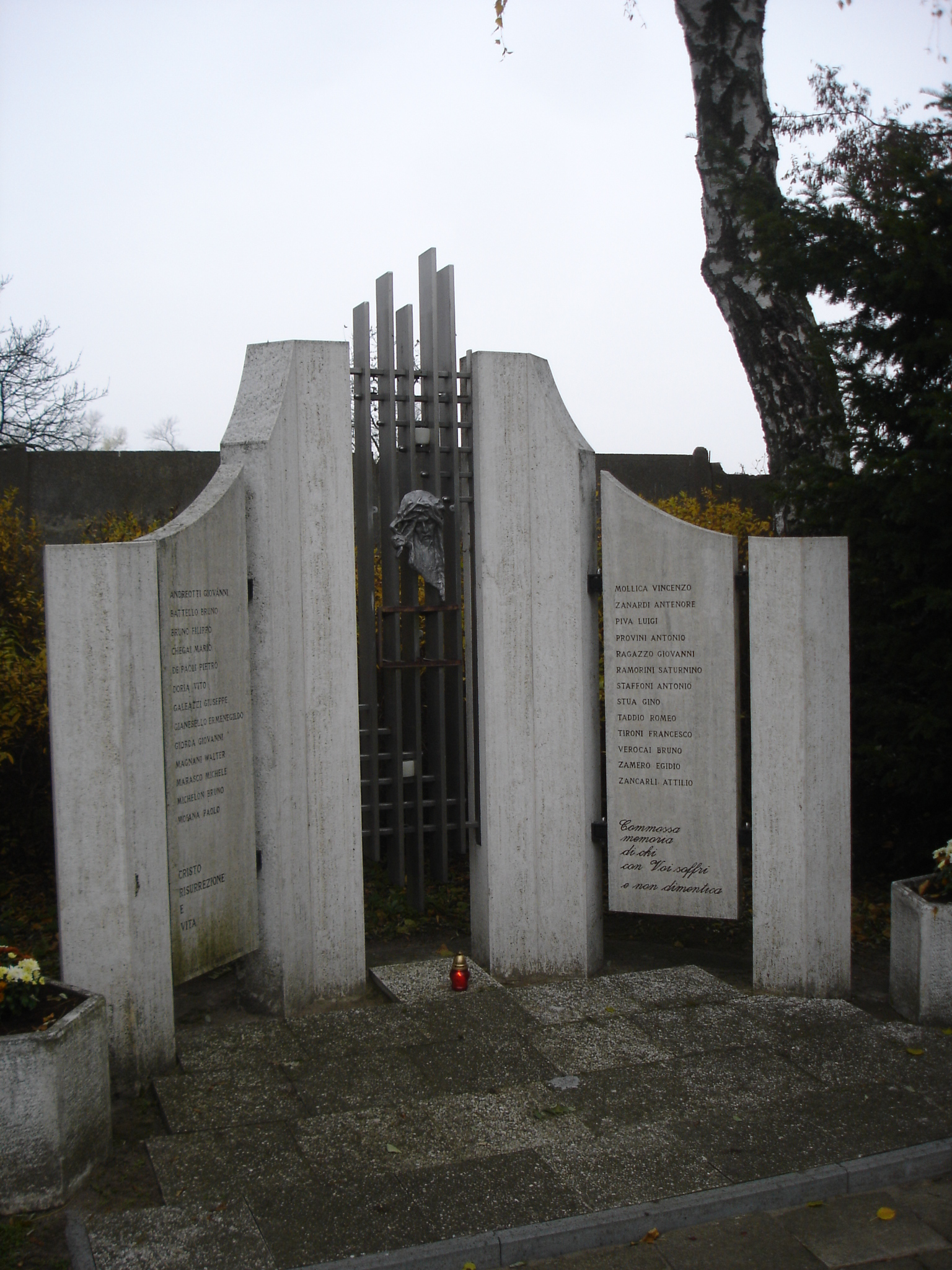
Pomnik jeńców włoskich